# Julie (inslagkrater)
Julie is een inslagkrater op de planeet Venus. Julie werd in 1985 genoemd naar Julie, een Franse, Tsjechische en Duitse meisjesnaam.
De krater heeft een diameter van 13,5 kilometer en bevindt zich naast Hemera Dorsa in het zuidwesten van het quadrangle Metis Mons (V-6).